# 社会イノベーション学部
社会イノベーション学部（しゃかいイノベーションがくぶ）は大学の学部の1つ。設置されている大学は現在のところ成城大学のみである。
教育内容は政治学、経済学、心理学など既存の社会学部と類似しているが、大きな違いは旧来の学問に多く見られる知識の蓄積とは違い、知識を活用するという点に重点を置いているということである。

## 社会イノベーション学部をもつ日本の大学
- 成城大学 - 成城大学社会イノベーション学部・大学院社会イノベーション研究科

## 社会イノベーションの関連学科・コースをもつ日本の大学
- 大分大学経済学部 総合経済学科（2024年度から）社会イノベーションコース

- 東京家政学院大学生活共創学部 生活共創学科 生活イノベーションコース
- 高知工科大学データ&イノベーション学群（2024年4月より）
- 東洋大学国際学部グローバル・イノベーション学科・大学院国際学研究科グローバル・イノベーション学専攻（グローバル・イノベーション学研究センター）
- 北星学園大学国際学部 グローバル・イノベーション学科
- 愛媛大学社会共創学部 産業イノベーション学科
- 福井県立大学地域政策学部 地域イノベーション学科（2026年（令和8年）4月
- 松山東雲女子大学人文科学部 心理子ども学科 地域イノベーション専攻